# Ken il guerriero - La leggenda di Hokuto
Ken il guerriero - La leggenda di Hokuto (真救世主伝説 北斗の拳 ラオウ伝 殉愛の章?, Shin kyūseishu densetsu Hokuto no ken: Raō den - Jun'ai no shō) è un film del 2006 diretto da Takahiro Imamura. È il primo capitolo della pentalogia di film anime Ken il guerriero - La leggenda, basata sul manga Ken il guerriero scritto da Buronson e disegnato da Tetsuo Hara. Il film adatta l'arco narrativo del Sacro Imperatore, concentrandosi però sul punto di vista del personaggio di Raoul e operando alcune modifiche alla trama, tra cui l'aggiunta di nuovi personaggi. Prodotto da North Stars Pictures e TMS Entertainment, il film fu distribuito in Giappone l'11 marzo 2006 dalla Toho.

## Trama
Kenshiro e i due fratelli Raoul e Toki sono stati addestrati dal loro padre adottivo in un'antica arte marziale assassina chiamata Divina Scuola di Hokuto (che fa esplodere l'avversario dall'interno premendo dei punti di pressione), con l'obiettivo di trovarne l'unico legittimo successore. Un giorno il giovane Kenshiro partecipa a un combattimento contro dieci allievi della rivale Sacra Scuola di Nanto, sotto gli occhi dei fratelli e dei due maestri di Nanto Souther e Shu; quest'ultimo si propone come decimo avversario e sconfigge Kenshiro, ma si rifiuta di ucciderlo scambiandone la grazia con la propria vista, accecandosi. Anni dopo, una guerra nucleare globale trasforma la maggior parte della Terra in una landa desolata contaminata, con i sopravvissuti dell'umanità impegnati a combattere per le poche scorte di cibo e acqua incontaminate ancora rimaste. Le strade dei tre fratelli si dividono: Kenshiro diventa il successore della Divina Scuola di Hokuto ma in seguito a varie disavventure si ritrova a vagabondare, Raoul crea un proprio esercito per dominare il mondo sotto il nome di Re di Hokuto, mentre Toki si ammala a causa delle ceneri radioattive e decide di usare le sue abilità in campo medico.
Kenshiro e i suoi giovani amici orfani Burt e Lynn arrivano nel villaggio di Burt, dove incontrano la sua madre adottiva Martha e gli altri orfani che ha adottato. Da lei scopre che Souther, autoproclamatosi Sacro Imperatore, sta facendo rapire i bambini per farli lavorare alla costruzione di un mausoleo a forma di piramide. Ken, accompagnato da Burt, parte per andare ad affrontare Souther.
Nel frattempo Raoul continua a combattere per la conquista del mondo insieme al suo esercito a ai suoi amici d'infanzia, Souga (suo consigliere) e sua sorella Reina (capitano dell'esercito). Durante una festa in onore di una vittoria, Reina sventa un attentato a Raoul da parte di una danzatrice e il Re di Hokuto uccide Souga, reo di non essersi accorto del pericolo. Reina scopre però che tutto era stato organizzato da Souga stesso, malato terminale, al fine di riportare la disciplina nelle truppe. Ma anche Raul sembra averlo intuito e nasconde il suo profondo dolore per avere ucciso un suo caro amico. Reina decide di realizzare il desiderio di Souga di riunire i tre fratelli di Hokuto e va a cercare Toki, ma si ritrova a combattere contro gli uomini di Souther. Arriva ferita davanti alla casa di Martha, e Lynn la accompagna fino al villaggio di Toki per curarla. Toki si rifiuta però di unirsi alla causa del fratello, e Reina torna da Raoul.
Ken incontra Shu, ora leader di una truppa antimperialista, e combatte brevemente con lui prima di riconoscerlo. Dopo aver portato Burt al rifugio di Shu (dove sono presenti anche donne e bambini), Kenshiro combatte contro Souther. Le sue tecniche però non hanno effetto e viene sconfitto e rinchiuso nelle prigioni del palazzo imperiale. Shiba, il figlio di Shu, lo libera e si sacrifica per permettergli di fuggire. Raoul trova Kenshiro esanime e, dopo averlo fatto medicare, lo porta da Shu. Il rifugio però viene attaccato da Souther, e Burt è costretto a nascondersi insieme a Ken, ancora ferito. Shu affronta Souther ma viene sconfitto e ferito quando l'avversario prende delle donne come ostaggi. Shu chiama Kenshiro, il quale guarisce dalle ferite e inizia ada affrontare i soldati di Souther. Intanto Shu viene costretto a portare la punta del mausoleo fino in cima alla piramide.
Quando scopre che Reina è andata a salvare Kenshiro con alcuni soldati, Raoul decide di raggiungerla insieme a Toki che conosce il segreto di Souther. Durante la battaglia, Reina rimane uccisa e Raoul la vendica spazzando via l'intero esercito imperiale. Kenshiro raggiunge Shu che, dopo aver portato in cima la pietra, viene ucciso da Souther e riacquista per un attimo la vista vedendo Kenshiro cresciuto. Nel combattimento finale contro Souther, Kenshiro scopre che organi e punti di pressione dell'uomo sono invertiti e lo sconfigge. Souther infine si suicida e la piramide crolla. Raoul e Toki, dopo aver assistito allo scontro, si separano nuovamente.
Reina si risveglia al villaggio di Toki, scoprendo che Raoul l'ha riportata in vita con una tecnica di Hokuto. Toki e Lynn le dicono che la volontà di Raoul è che lei abbandoni la guerra e lo aspetti nel loro paese natale, la Terra degli Shura. Lynn le dà un ciondolo che aveva perso, e Reina ricorda quando Raoul glielo aveva regalato da piccoli come pegno della promessa di ritornare nella loro terra e pacificarla.

## Distribuzione

### Data di uscita
Le date di uscita internazionali sono state:
- 11 marzo 2006 in Giappone
- 14 maggio 2008 in Francia (Ken 1 - L'ère de Raoh)
- 4 luglio in Italia
- 30 aprile 2009 a Taiwan

### Edizione italiana
L'edizione italiana del film è stata realizzata dalla Yamato Video. Il doppiaggio è stato eseguito dalla Raflesia e diretto da Aldo Stella su dialoghi di Valerio Manenti. I nomi dei personaggi sono traslitterati allo stesso modo dell'edizione italiana della serie televisiva, quindi Souther viene chiamato Sauzer e Burt viene chiamato Bart. Inoltre la Divina Scuola di Hokuto viene chiamata anche col suo nome originale Hokuto Shinken.

### Edizioni home video
Per l'edizione home video giapponese furono aggiunti più di 500 fotogrammi e il personaggio di Raoul fu parzialmente ridoppiato cambiandone i dialoghi. Questa versione fu poi utilizzata per la distribuzione all'estero.
In Italia il film fu distribuito in DVD-Video da Dolmen Home Video, il 4 novembre 2008 in edizione standard e a due dischi e un mese dopo in un'edizione limitata contenente due dischi, un libro e sei card. L'edizione standard include come extra spot, trailer, schede personaggi e i titoli di coda originali, mentre quella a due dischi contiene anche uno speciale sul doppiaggio, interviste a Tetsuo Hara e Buronson, una galleria fotografica, un video musicale e un making of. Il 28 giugno 2011 fu distribuito in Blu-ray Disc dalla CG Home Video, con gli stessi extra del DVD singolo. Il 25 ottobre 2018 sono state distribuite delle nuove edizioni DVD e BD da Koch Media; entrambe includono come extra video musicale, interviste agli autori, making of, spot e trailer, un booklet di 20 pagine con disegni preparatori e due maxi card con locandina giapponese e italiana.

## Accoglienza

### Incassi
Il film ha incassato 500 milioni di yen nei cinema giapponesi mentre in Italia, dove è stato ridistribuito il 25 e 26 settembre 2018, ha incassato un totale di 729 mila euro.

### Critica
La critica italiana, pur con alcune riserve sulla sceneggiatura e sull'animazione, ha generalmente promosso il film. Scrivendo per la Repubblica, Roberto Nepoti afferma che "paragonato agli standard degli "anime" giapponesi, questo primo episodio (...) appare di ottimo livello: se l'animazione rimane statica, gli scenari apocalittici fanno il loro effetto; così come il clima gravido di violenza, ma inaspettatamente percorso da una vena "zen"". Adriano De Carlo scrive per il Giornale che "per chi ama il genere Ken il guerriero è una squisitezza e le riserve sulla rozza animazione sono rimosse dalla passione degli autori". Su DNews Boris Sollazzo scrive che "l'animazione degli inizi ora rasenta la perfezione, con tratti straordinari soprattutto nelle fisionomie e nei panorami apocalittici". Nella sua recensione per Comingsoon.it, Domenico Misciagna fa notare come il film sia molto diverso, sia tecnicamente sia nel respiro della narrazione, dal film e dagli OAV precedenti e che "movimenti e regia presentano espressivi picchi nei combattimenti, ma la consueta staticità dei protagonisti di stampo televisivo permane", concludendo che "Ken continua a rappresentare l'essenza dell'anime: chi non li ama molto, giri al largo". Secondo Pietro Salvatori di Movieplayer.it il film risulterebbe criptico per i non appassionati a causa delle omissioni nella narrazione, e la riproposizione di atmosfere e disegni dell'opera originale sarebbe un "vantaggio per i fan della serie, svantaggio per tutti quelli che si aspettavano qualcosa di nuovo da questo ritorno", tuttavia "il ritorno del Guerriero sullo schermo è un revival fedele nei modi e nelle forme di una leggenda già precisamente e sapientemente codificata". Enrico Azzano di Quinlan assegna al film un 6, sottolineando come nonostante i limiti tecnici e narrativi "il respiro epico e tragico della storia originale rimane intatto, se non enfatizzato. Interessante, in fin dei conti, la riflessione sulla sete di potere e conquista, sulla tragicità del fato, sulla barbarie umana e sulla forza dell'amore: tra i vari personaggi, si staglia su tutti l'imponente e sfaccettato Raul, diviso tra brama di potere e nobiltà d'animo". Gabriele Capolino di Cineblog assegna al film un 7, scrivendo che nonostante l'animazione possa "far storcere il naso a chi è cresciuto a pane e Disney senza aver mai visto un anime", "la trama è in crescendo, ed arriva a sfiorare momenti di vera crudeltà" e che "il film regge bene, nonostante siano ben visibili, appunto, velocità e sintesi che costringono alcuni personaggi a fare la loro entrata e ad andarsene immediatamente". Davide Di Giorgio, scrivendo per Sentieri selvaggi in occasione della riedizione del film, afferma di aver apprezzato il personaggio di Reina che "rende regista e sceneggiatori liberi di non dover piegare i personaggi alla logica della rivelazione tardiva, tipica della narrazione seriale, permettendo invece di giocare a carte scoperte" e che "legittima la crociata di Raoul come possibilità di approdo a un mondo futuro che tragga l’umanità fuori dal Caos, e il suo amore per il guerriero umanizza lo stesso rendendolo un personaggio sfaccettato", facendo comunque notare come il film avrebbe "un'animazione altalenante e a tratti poco fluida, non all'altezza degli standard ossequiati dal prodotto cinematografico, ma riscattata comunque dai bei disegni". Più tiepida la recensione di Paolo Mereghetti, che nel suo dizionario Il Mereghetti assegna al film due stelle su quattro scrivendo: "Meno splatter e più filosofico della versione TV, lascia però l'amaro in bocca sia ai fan sia ai neofiti: la composizione statica delle inquadrature è poco digeribile per il pubblico occidentale (...), e la semplificazione degli eventi delude gli appassionati e disorienta gli altri". Scrivendo per La Stampa, Alessandra Levantesi afferma che "per chi non conosce la sterminata saga, il racconto rischia di risultare confuso, mentre gli amanti dell'azione ne deploreranno l'eccesso di parole". Anche Gabriele Niola, in una recensione per Wired scritta in occasione della riedizione, critica la compressione degli eventi ("senza i momenti di stasi che erano parte della serie animata, si perde di vista una delle sue doti principali, cioè la trasformazione dei personaggi in valori"), oltre che i nuovi personaggi e lo stile di disegno. Recensendo il film per il Corriere della Sera, Maurizio Porro scrive: "Scenario fastoso, ingorghi psicologici, assuefazione, colori spenti e macabri, tragedie e saghe di sfortunate famiglie: violenza tale da sconsigliarne la visone ai bambini, anche per l'atmosfera di disfacimento che la fascinazione visiva del prodotto trasmette tra combattimenti di titani, danze esotiche e vecchie lacrime romantiche su lettere".

## Altri media
Il 10 marzo 2006 fu pubblicata dalla Tokuma Shoten la novellizzazione del film, scritta da Eiichi Sakaki. Il libro contiene alcune scene non presenti nel film, come un attentato a Reina da parte di alcuni bambini schiavi a cui Souther ha fatto il lavaggio del cervello, oppure la scena (presente nel manga e nella serie TV ma omessa nel film) in cui Rizo, soldato dell'esercito di Souther, impietosito dal calvario dell'amico Shu, chiede a Souther di aiutarlo fasciandogli le ferite rinunciando quando l'Imperatore, in cambio della sua richiesta, gli chiede la vita dei suoi familiari.